# Сингели (музыкальный жанр)
Сингели (суахили и англ. singeli) — жанр электронной музыки, зародившийся в Танзании в 2000-х годах. Сингели основан на различных жанрах танзанийской музыки, в том числе таараб и мчирику. На сингели также повлиял жанр бонго-флава, хотя сейчас влияние распространяется в обе стороны. Например, известный музыкант в жанре бонго-флава Professor Jay использует в своих композициях элементы сингели. Известные исполнители жанра — Man Fongo, Msaga Sumu, Sholo Mwamba, Duke, MCZO, Sisso и Джей Митта.
Сингели характеризуется быстрым ритмом, глитчами и быстрым речетативом на суахили. Темп варьируется от 180 до 300 ударов в минуту.

## История
Жанр начал формироваться на вечеринках «кигодоро», но в современном виде зародился в районе Дар-эс-Салама Мбурахати, где расположена студия музыканта Sisso, которую он открыл в 2013 году. Помимо вечеринок, на заре своего существования сингели звучал в основном на свадьбах. Исполнители сингели, выступающие со своими ноутбуками, представляли собой более дешёвую альтернативу традиционным музыкальным группам. По словам Sisso, музыканты, исполняющие таараб были не в восторге от того, что их музыку семплируют, и заказы на их выступления на свадьбах резко упали. Было заключено неофициальное перемирие, и артисты сингели начали семплировать конголезские песни в жанрах сукус и афро-хаус, а также создавать свои собственные основополагающие ритмы в таких программах, как Cubase и FruityLoops.
Sisso Records — одна из двух главных студий сцены. Вторая — Pamoja Records исполнителя Duke. Duke описывает свой стиль как «хип-хоп сингели», называя в качестве источников влияния таких американских исполнителей, как Баста Раймс и Эминем, а также танзанийцев Никки Мбиши и Professor Jay. По его словам, важную роль в развитии сингели в Танзании сыграли местные радиостанции, которые еженедельно проводили трёхчасовой сегмент, посвящённый сингели.
Ключевую роль в становлении жанра сыграл угандийский лейбл Nyege Nyege. Его сооснователь, Арлен Дилсизиан, прилетел в Дар-эс-Салам из Кампалы, чтобы найти Sisso и других местных исполнителей сингели. Спустя два дня безуспешных поисков, он сел в такси, за рулём которого сидел близкий друг Sisso. После чего они подружились, и Арлен стал пересылать записи Sisso курьером в Кампалу. Музыка с этих компакт-дисков была собрана в сборник Sounds of Sisso, выпущенный в 2017 году на кассетах на лейбле Nyege Nyege. Компиляция стала новаторской и вывела сингели на международную арену, проливая свет на MC Dogo Niga и Makaveli, а также на продюсерский талант Sisso, Bamba Pana и Джей Митта. Некоторые артисты отправились в мировые турне, но не все из них были заинтересованы в музыкальной карьере.
После выхода Sounds Of Sisso лейбл Nyege Nyege стал уделять больше внимания этому жанру, выпустив несколько альбомов местных исполнителей — Poaa от Bamba Pana, Tatizo Pesa Джея Митты и Uingizaji Hewa от Duke. Nyege Nyege остаётся ключевым международным проводником сингели. Они привезли Bamba Pana и Makaveli в Джинджу (Уганда) на фестиваль Nyege Nyege в 2017 году. В следующем году на фестивале выступили уже восемь исполнителей сингели. Sisso, Makaveli и Bamba Pana выступили на Unsound 2018 в Кракове, а MCZO и Duke стали одними из главных героев берлинского фестиваля CTM в 2019 году.
Артисты сингели были приняты европейской аудиторией, но для некоторых из них, молодых людей без образования и не говорящих по-английски, гастроли за пределами Танзании сопряжены с определёнными трудностями. Выступление MCZO на Unsound в 2018 году было отменено из-за орфографической ошибки в его паспорте. В 2019 году MCZO и Duke было отказано во въезде в США, где они должны были выступить на Red Bull Music Festival в Нью-Йорке. Duke и MCZO сообщили, что, несмотря на исчерпывающий процесс получения визы, «ничто не смогло доказать, что мы не собирались сбежать нелегально… Консульские службы [США], похоже, искренне считали, что там нас ждёт „лучшая жизнь“, перед которой мы не устоим».
Лирика в сингели обычно посвящена повседневной жизни — проблемам с деньгами, проблемам в отношениях, проблемам с властью. По словам неофициального представителя сцены Аббаса Джаззы, «молодёжь жалуется на вещи, которые выводят их из себя, — коррупцию в полиции, неспособность правительства оказать поддержку в сфере образования, отсутствие работы и проблемы, связанные с бедностью, но многие композиции — про веселье и вечеринки».